# TEC-9
인트라텍 TEC-9, TEC-DC9, KG-99, AB-10은 블로우백 작동 방식의 반자동 피스톨 계열이다. 이들은 스웨덴 총기 제조업체 인터다이내믹 AB의 미국 자회사인 인트라텍에서 개발했다. 1984년에 처음 소개된 TEC-9는 저렴한 주조 중합체와 스탬핑 및 밀링 가공된 강철 부품의 혼합으로 만들어졌다. 총의 단순한 디자인 덕분에 수리 및 개조가 쉬웠다. 25만 대 이상이 판매되며 상업적으로 성공을 거두었다.
AK-47이 제3세계 및 좌익 혁명가들과, 톰슨 기관단총이 금주법 시대 갱스터들과 상징적인 관계를 맺는 것과 유사하게, TEC-9는 1990년대 범죄 조직, 차량 총격전 및 총기 난사와 관련하여 미국 대중문화에서 악명이 높으며, 특히 101 캘리포니아 스트리트 총격 사건과 콜럼바인 고등학교 총기 난사 사건에서 사용되었다.

## 역사
스톡홀름에 본사를 둔 스웨덴 화기 제조업체인 인터다이내믹 AB는 군사 적용을 위해 칼 구스타프 M/45를 기반으로 한 저렴한 9mm 기관단총으로 구상된 인터다이내믹 MP-9를 설계했다. 이 총기는 원래 남아프리카 아파르트헤이트 정부에 채택될 예정이었지만 거절되어 다른 여러 국가로 선적되었다. 결국 인터다이내믹은 정부 구매자를 찾지 못했다.
그 결과, 수석 디자이너 조지 켈그렌은 1934년 국립총기법에 따라 접이식 개머리판과 수직 손잡이 기능을 제거하도록 재설계된 오픈 볼트 방식의 반자동 권총으로 이 무기를 미국 국내 시장에 출시했으며, 자회사인 인터다이내믹 USA 브랜드로 판매했다. 인터다이내믹 USA는 조지 켈그렌, 카를로스 가르시아, 메르세데스 가르시아가 운영했다. 이 회사는 조지 켈그렌이 회사를 떠나고 카를로스 가르시아가 이름을 인트라텍으로 변경하면서 결국 인트라텍이 되었다.
그러나 이 디자인은 자동화기로 개조하기 너무 쉽다고 판단되었다. 이 때문에 주류·담배·화기 및 폭발물 단속국(ATF)은 인터다이내믹 USA에 총기를 자동화기로 개조하기 더 어려운 클로즈드 볼트 방식으로 재설계하도록 강요했다. 이 변형은 KG-99라고 불렸고, 인기 TV 쇼인 마이애미의 두 형사에 자주 등장하면서 인기를 얻었으며, 여기서 제2종 제조업자에 의해 합법적으로 완전 자동으로 개조되었다.
KG-9와 KG-99는 볼트, 복좌 스프링, 완충판이 플라스틱/폴리머 하부 리시버 프레임에 고정되는 개방형 상부 리시버 튜브를 가지고 있다. 이 디자인은 115 그레인 (7.5 g) 9mm 탄약만 허용하며, 더 무거운 탄약이나 고압탄을 사용하면 플라스틱 하부 리시버가 파손되거나 균열이 생겨 총기를 사용할 수 없게 된다. TEC-9와 AB-10의 후기 버전은 후면에 나사산이 있는 상부 리시버 튜브와 나사식 엔드 캡을 가지고 있어 하부 리시버에서 분리되어도 볼트, 복좌 스프링, 완충판을 고정하여 고압탄 사용 시 하부 리시버 고장 문제를 해결했다.

### 명성과 법률
1989년 클리블랜드 스쿨 학살 이후, TEC-9는 캘리포니아주의 금지 무기 목록에 올랐다. 이를 회피하기 위해 인트라텍은 1990년부터 1994년까지 TEC-9의 변형을 TEC-DC9으로 리브랜딩했다 (DC는 "Designed for California"를 의미). TEC-9와 후기 TEC-DC9 사이의 가장 눈에 띄는 외형적 차이는 슬링을 고정하는 고리가 총의 측면(코킹 핸들이 있는 쪽)에서 총 뒤쪽의 탈착식 스탬핑 금속 클립으로 이동했다는 점이다. 1993년, 이 무기는 101 캘리포니아 스트리트 총격 사건에 사용되면서 다시 논란의 대상이 되었다. 같은 해 캘리포니아는 1989년 로버티-루스 돌격무기 통제법(AWCA)을 2000년 1월 1일부터 총열 덮개와 같은 기능이 있는 권총을 금지하도록 개정했다. 1990년대에 TEC-9는 대용량 32발 탄창과 저렴한 가격 때문에 미국 거리 갱단과 조직범죄 조직에 의해 사용되면서 명성을 얻었다.
TEC-9는 1985년부터 1994년까지 생산되었는데, 이때 해당 모델과 TEC-DC9 변형 모델은 현재 만료된 1994년 연방 살상용 무기 금지법(AWB)에 명시된 19종의 총기 중 하나로 미국에서 전국적으로 금지되었다. 이 금지 조치로 인해 인트라텍은 제조를 중단하고 새로운 모델을 출시해야 했다. 이듬해 인트라텍은 나사산 총구/총열 덮개가 없고 20발 또는 32발 탄창 대신 10발 소형 탄창과 함께 판매되는 TEC-9 미니인 AB-10("AB"는 "After Ban"을 의미)을 출시했다. 그러나 AB-10은 표준 탄창 대신 사용자들이 종종 습득했던 금지 전 TEC-9 모델의 대용량 탄창을 여전히 사용할 수 있었다. 1999년, TEC-DC9 미니는 콜럼바인 고등학교 총기 난사 사건의 가해자 중 한 명인 딜런 클리볼드가 사용했으며, 결국 그는 이 총기로 자신의 목숨을 끊었다.
1994년, TEC-9는 살인 용의자 베니 리 로슨이 워싱턴 D.C. 헨리 데일리 빌딩에서 총격 사건을 일으켜 FBI 요원 2명, 경찰관 1명을 살해하고 다른 FBI 요원과 민간인 1명을 부상시킨 후 스스로 목숨을 끊는 데 사용되었다.
TEC-9는 1990년 내슈빌 웨스트 엔드 시나고그에서 쿠 클럭스 클랜의 그랜드 위저드 레너드 윌리엄 암스트롱이 저지른 차량 총격 사건에도 사용되었다.
2001년, 캘리포니아 대법원은 인트라텍이 1993년 101 캘리포니아 스트리트 공격에 대해 책임이 없다고 판결했으며, 같은 해 인트라텍은 해체되었고 AB-10 모델의 생산은 중단되었다. 중고 총기 시장에서 여전히 발견되며 2004년부터 연방 차원에서는 합법이지만, TEC-9 및 유사 변형 모델은 캘리포니아주, 뉴욕주, 뉴저지주, 메릴랜드주를 포함한 여러 미국 주에서 종종 명시적으로 금지되어 있다.

### 유럽에서 불법적으로 만들어진 모조품
2017년 유럽에서 불법 제조된 9mm 기관권총 다수가 압수되었다. 사제총임에도 불구하고 (인트라텍에서 개발되지 않았지만) "인트라텍 TEC-9"라는 상표가 붙어 있었는데, 이는 총의 시장 가치를 높이기 위한 수단으로 여겨진다.

## 같이 보기
- 클라리지 하이텍/곤츠 권총
- 인트라텍 TEC-22
- 키멜 AP-9